# De Zuidert
De Zuidert (ook Zuiderbuurt genoemd) was een woonterp op het zuidelijke deel Ens van het voormalige eiland Schokland in de Zuiderzee.
De terp werd bewoond vanaf 1400. In 1775 zijn de huizen door brand verwoest en daarna heropgebouwd. De Zuidert met destijds 14 gezinnen is in 1855 ontruimd, waarna vier jaar later geheel Schokland ontruimd werd. De terp is tegenwoordig een rijksmonument. Op de terp is een woning en een waterput gereconstrueerd.

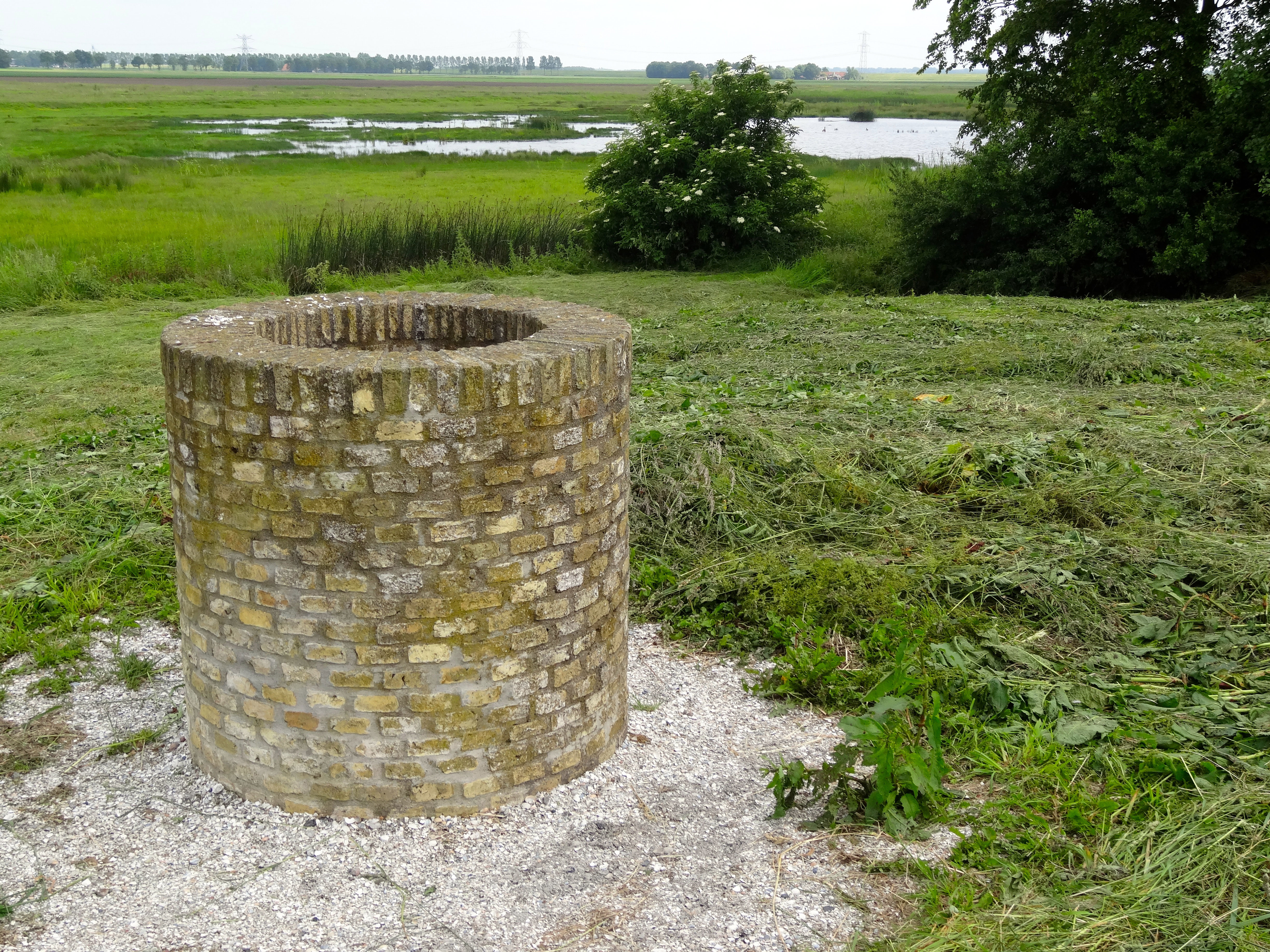
Gerestaureerde waterput
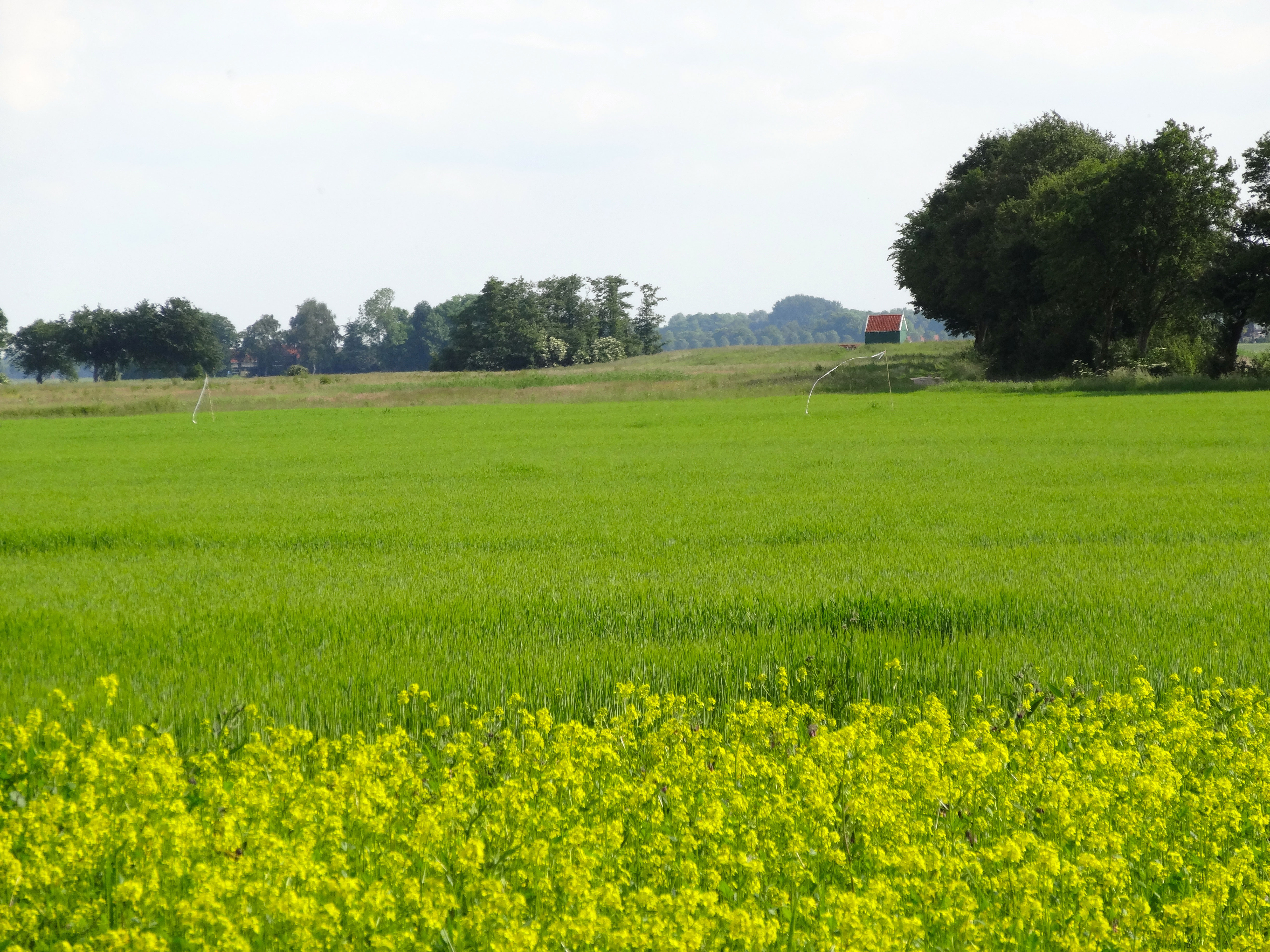
De terp